# Steenvis
De steenvis (Synanceia verrucosa), ook bekend als de rifsteenvis, is een vleesetende vis met giftige stekels op de rug, die leeft op de zeebodem, gecamoufleerd als een steen. Er is onenigheid over de indeling van de vis: volgens FishBase behoort de vis tot de familie Steenvissen (Synanceiidae), maar volgens ITIS valt de vis onder de familie van de Schorpioenvissen (Scorpaenidae).

## Kenmerken
De gemiddelde lengte van de volwassen steenvis ligt tussen de 35 en 50 centimeter, de kleur is meestal donkergroen tot bruin waardoor het dier een goede schutkleur heeft. Het voedsel van de steenvis bestaat voornamelijk uit kleine visjes en garnalen. De vis ligt in hinderlaag en zuigt zijn prooi op met zijn wijd geopende mond. 
De vis legt eieren in een stroperige massa op de zeebodem. De eieren en ook de larven zweven in het water.
De rugvin bevat 14 stekels met daarin een bijzonder sterk neurotoxine. Hierdoor is de steenvis de gevaarlijkste giftige vis: het gif veroorzaakt zeer hevige pijn die ervoor kan zorgen dat iemand die gestoken is in een shock kan raken, of deels verlamd. Het is ook mogelijk dat het lichaamsdeel (meestal het been omdat veel slachtoffers per ongeluk op een steenvis gaan staan) afsterft en geamputeerd moet worden. Zonder medische hulp is het zelfs mogelijk dat de steek van de steenvis binnen een paar uur fataal is. Het gif kan onschadelijk worden gemaakt door warmte, daarom wordt een slachtoffer van een steenvissteek vaak in een heet bad gelegd.

## Verspreiding en leefgebied
Het dier komt voor in ondiep tropisch zeewater tussen 1 en 50 meter diepte, in de Grote Oceaan en in de Indische Oceaan en ook in de Rode Zee. Het vaakst wordt de steenvis gezien bij de eilanden Réunion en Mauritius en aan de westkust van Australië.

## Gastronomie
Ondanks de giftigheid wordt de steenvis wel gehouden in aquaria, het vlees is eetbaar en wordt vooral in Hongkong gegeten. De steenvis is dan niet giftig meer, doordat tijdens de bereiding de stekels zijn uitgetrokken. Ook verliest de steenvis tijdens het koken zijn giftige stoffen. Zo kan de steenvis veilig gegeten worden.

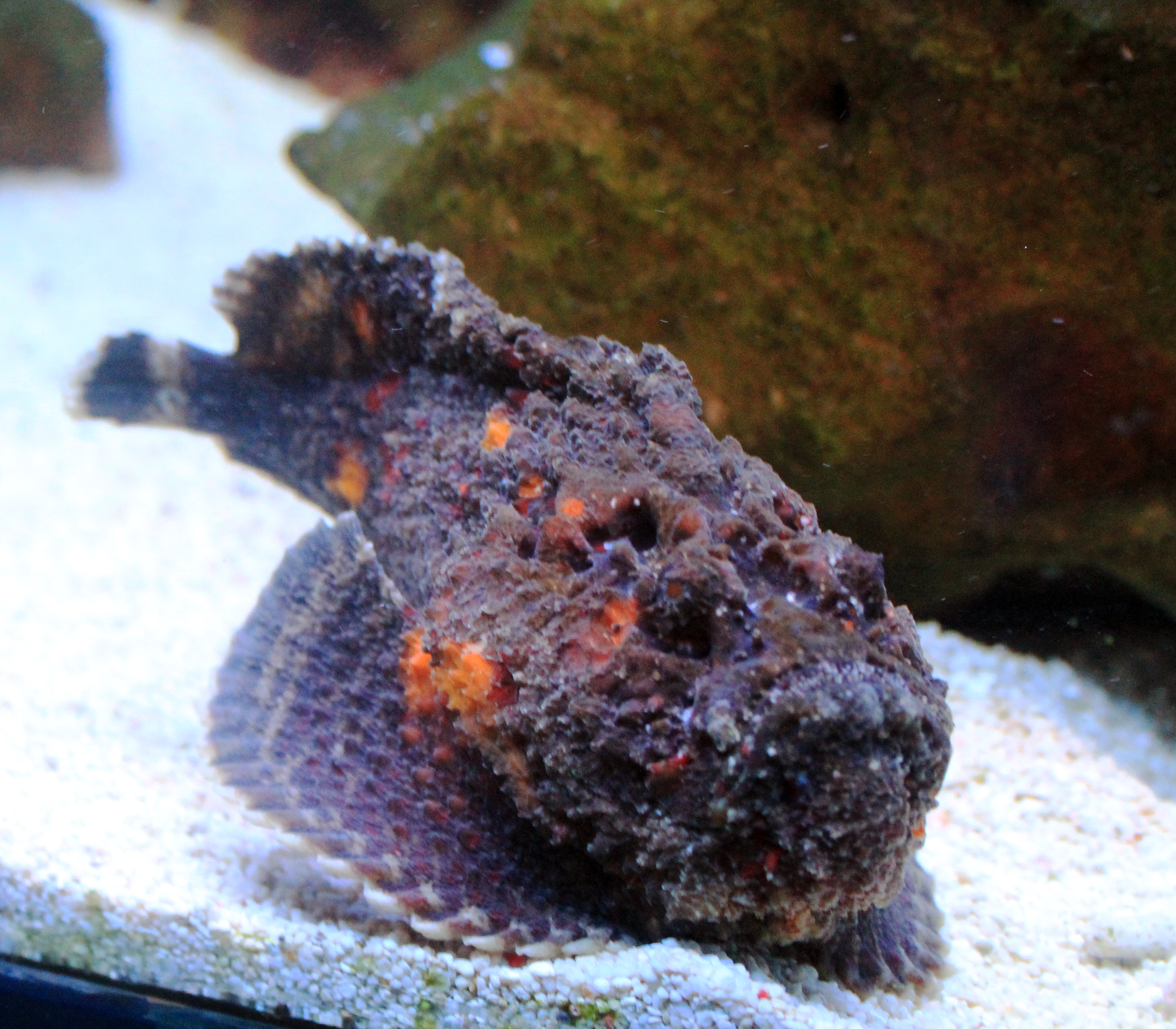
Een steenvis in het Praags zeeaquarium